# Déontologue de l'Assemblée nationale
Le déontologue de l'Assemblée nationale a un rôle de conseiller et peut être saisi par les députés ou le président de l'Assemblée nationale pour consultation sur le respect des principes énoncés dans le code de déontologie.
Il remet un rapport annuel au président de l'Assemblée nationale et au Bureau dans lequel il rend compte des conditions générales d’application du code de déontologie et émet des propositions pour les améliorer.

## Historique
Le statut de déontologue de l'Assemblée nationale est créé le 6 avril 2011 dans le cadre d'une décision du Bureau de l'Assemblée nationale relative au respect du code de déontologie des députés.

## Définition

### Rôle du déontologue de l'Assemblée nationale
Le déontologue de l’Assemblée nationale est principalement chargé de :
- recevoir les déclarations d’intérêts,
- conseiller les députés sur toute situation délicate,
- alerter le Bureau en cas de manquement.

En effet, le 6 avril 2011, l’Assemblée nationale a mis au point un dispositif d’ensemble pour prévenir les conflits d’intérêt. Le dispositif comprend un code de déontologie en huit articles rappelant les principes que les députés s’engagent à respecter, l’obligation d’une remise de déclaration d’intérêts au début du mandat, et l’institution du déontologue de l’Assemblée nationale.
Ce code de déontologie vise à refonder les liens entre l’électorat et les représentants.

### Nomination du déontologue
L’article 2 de la décision du Bureau du 6 avril 2011 détermine les conditions de nomination suivantes :
- Le candidat est proposé par le président de l’Assemblée nationale,
- Les membres du bureau doivent voter favorablement ce choix à 3/5e,
- Au préalable, l’avis favorable d’au moins un président de groupe de l’opposition est nécessaire.

Article 2 de la Décision du Bureau du 6 avril 2011 relative au respect du code de déontologie des députés
Désignation du déontologue de l'Assemblée nationale - Durée de ses fonctions
Le déontologue de l’Assemblée nationale est une personnalité indépendante désignée par les trois cinquièmes des membres du Bureau de l’Assemblée nationale, sur proposition de son président et avec l’accord d’au moins un président d’un groupe d’opposition.
Il exerce ses fonctions pour la durée de la législature et son mandat n’est pas renouvelable. Il ne peut en être démis qu’en cas d’incapacité ou de manquement à ses obligations, sur décision des trois cinquièmes des membres du Bureau sur proposition de son président et avec l’accord d’au moins un président d’un groupe d’opposition.

### Les pouvoirs du déontologue
Le rôle actuel du déontologue tient davantage du conseil que du contrôle. Le déontologue reçoit et interprète les déclarations d’intérêts des députés. Il a donc deux missions principales :
- Sur déclarations de situations qui causent potentiellement conflits d’intérêts, le déontologue doit signaler le député concerné et le conseiller en matière de déontologie.
- En cas de manquement, il va avertir le Bureau.

Le déontologue est chargé de conseiller les députés sur toute situation délicate. Cela signifie tous les cas susceptibles de créer une situation de conflit d'intérêts.
Les députés sont donc dans l'obligation de déclarer au déontologue de l'Assemblée nationale :
- Tout cadeau d’une valeur supérieure à 150 euros,
- Toute acceptation d'invitation de voyage proposée par une personne physique ou morale autre que l’Assemblée nationale,
- Les moyens d'utilisation de l'indemnité représentative de frais de mandat (IRFM).

Ainsi, le déontologue est chargé du contrôle des frais des élus suivant les modalités définies par le Bureau de l’Assemblée, un contrôle pouvant parfois amener à des saisies, remboursements et avances. Il dispose également de pouvoir d’investigation.
Malgré son pouvoir de contrôle et d’investigation, le déontologue ne dispose pas de pouvoir de sanction. Un facteur que François de Rugy disait en août 2017 souhaiter réformer, en expliquant qu'il « faut [...] que les députés soient contrôlés par le déontologue. Traçabilité des dépenses, certification : voilà qui prêtera beaucoup moins le flanc au soupçon ».

## Concepts clés
- Déontologie : Celle-ci correspond à « l'ensemble des règles et des devoirs qui régissent une profession, la conduite de ceux qui l'exercent, les rapports entre ceux-ci et leurs clients et le public »[6]. La déontologie professionnelle a pour but de codifier le comportement des membres d’une profession. Comme la réflexion éthique, la déontologie se fonde sur des considérations morales, même si cette dernière devient de plus en plus codifiée et intégrée au monde juridique[7]. Contrairement à l'éthique, qui donne à l’individu le devoir personnel de réflexion, la déontologie demande simplement à l’individu le respect du code auquel il est censé adhérer, peu importe qu’il en accepte les valeurs ou non[8].

- Droit : Comme la plupart des codes de déontologie, la déontologie de l’Assemblée nationale se trouve en-dessous du droit. Un professionnel soumis à un code de déontologie est donc responsable devant son ordre et non la Loi dans la mesure où ses actions n’enfreignent pas cette dernière. De la même manière, le député manquant à ses responsabilités stipulées dans le code peut être saisi par ses collègues en privé[1] ou par le déontologue[2] et est responsable devant le Bureau de l’Assemblée nationale.

- Éthique : Celle-ci correspond à « l'ensemble des principes moraux qui sont à la base de la conduite de quelqu’un »[9].

- Incompatibilité : Celle-ci correspond à « toute une série de fonctions ou de professions dont le cumul avec le mandat parlementaire est interdit »[10].

- Situation de conflit d’intérêt : Une telle situation « porte sur une activité qui est autorisée par le code électoral, mais dont l’exercice au quotidien peut susciter des interrogations au regard de la déontologie »[10]. La décision du Bureau du 6 avril 2011 définit un conflit d'intérêts comme « une situation d’interférence entre les devoirs du député et un intérêt privé qui, par sa nature et son intensité, peut raisonnablement être regardé comme pouvant influencer ou paraître influencer l’exercice de ses fonctions parlementaires »[2].

## Liste des déontologues de l'Assemblée nationale
| N° | Nom                          | Photo | Début de mandat   | Fin de mandat    | Raison                                                            |
| -- | ---------------------------- | ----- | ----------------- | ---------------- | ----------------------------------------------------------------- |
| 1  | Jean Gicquel                 |       | 6 avril 2011      | 28 fevrier 2012  | Fin de la XIIIe législature                                       |
| 2  | Noëlle Lenoir                |       | 10 octobre 2012   | 16 avril 2014    | Démissionnaire                                                    |
| 3  | Ferdinand Mélin-Soucramanien |       | 16 avril 2014     | 20 juin 2017     | Fin de la XIVe législature                                        |
| 4  | Agnès Roblot-Troizier        |       | 2 août 2017       | 17 novembre 2020 | Démissionnaire en vue d'une prise de poste à l'université Paris-I |
| 5  | Christophe Pallez            |       | 1er janvier 2021  | 31 décembre 2022 |                                                                   |
| 6  | Jean-Éric Gicquel            |       | 1er février 2023, | Mandat en cours  |                                                                   |

## Affaires ouvertes

### Affaire des costumes de François Fillon
En février 2017, un potentiel cas de manquement au règlement est remarqué ; comme indiqué dans le code de déontologie, les députés doivent déclarer tout cadeau d'une valeur supérieure à 150 euros en lien avec leur mandat. Or, François Fillon, alors député de la 2e circonscription de Paris, se voit accusé de s'être fait offrir des costumes pour un équivalent de 13 000 euros. Le 13 mars 2017, Ferdinand Mélin-Soucramanien, déontologue de l’Assemblée nationale à l'époque, se saisit officiellement de cette affaire et lance une investigation pour rechercher un éventuel manquement au code de déontologie des députés.
Le 23 mars 2017, le déontologue indique finalement qu’il ne pouvait se prononcer dans cette affaire. En effet, les cadeaux et présents, dans ce cas particulier les costumes, peuvent être susceptibles de créer une situation de conflit d’intérêts. Cependant, François Fillon assure que la nature de ces présents était exclusivement privée et que par extension cela ne touche pas son travail de député. Pour cette raison, l'affaire s’avère sortir de la compétence du déontologue. De plus, la décision finale quant à un éventuel manquement au code de déontologie revient au Bureau de l'Assemblée nationale, le déontologue n’étant que conseiller.
Face aux difficultés de contrôle des pressions de lobbies au sein de l'Assemblée, les 15 et 16 mai 2019, Sylvain Waserman organise un évènement baptisé « 48h Chrono » sur les enjeux autour du lobbying à l’Assemblée nationale, rassemblant des associations citoyennes, associations de lobbyistes, universitaires, journalistes, politiques, Haute Autorité et deux autorités analogues au niveau européen. Des citoyens contribuent aux travaux via une plateforme de propositions citoyennes,.

### Exclusion temporaire de deux députés en 2025
Le 7 mai 2025, l’Assemblée nationale décide, à l’unanimité, d’exclure pour quinze jours deux députés qui avaient abusé de leurs frais de mandat. Christine Engrand (ex-Rassemblement national, Pas-de-Calais) et Andy Kerbrat (La France insoumise, Loire-Atlantique pour des dépenses indues. Le déontologue Jean-Eric Gicquel avait saisi, à la toute fin de son mandat, le bureau de l’Assemblée pour savoir s’il y avait matière à sanction.